# Холін-Гол
Холін-Гол (кит. спр. 霍林郭勒市, піньїнь: Huòlínguōlè Shì) — місто-повіт у Внутрішній Монголії, складова міста Тунляо.

## Географія
Холін-Гол розташовується на висоті понад 800 метрів над рівнем моря, лежить на півдні Великого Хінгану.

### Клімат
Місто знаходиться у зоні, котра характеризується вологим континентальним кліматом. Найтепліший місяць — липень із середньою температурою 21 °C. Найхолодніший місяць — січень, із середньою температурою -11 °С.
| Клімат Холін-Гола             | Клімат Холін-Гола | Клімат Холін-Гола | Клімат Холін-Гола | Клімат Холін-Гола | Клімат Холін-Гола | Клімат Холін-Гола | Клімат Холін-Гола | Клімат Холін-Гола | Клімат Холін-Гола | Клімат Холін-Гола | Клімат Холін-Гола | Клімат Холін-Гола | Клімат Холін-Гола |
| Показник                      | Січ.              | Лют.              | Бер.              | Квіт.             | Трав.             | Черв.             | Лип.              | Серп.             | Вер.              | Жовт.             | Лист.             | Груд.             | Рік               |
| Середній максимум, °C         | −7                | −2                | 6                 | 14                | 21                | 26                | 27                | 26                | 20                | 12                | 2                 | −6                | 11,6              |
| Середня температура, °C       | −11               | −7                | 1                 | 8                 | 14                | 20                | 21                | 20                | 14                | 7                 | −2                | −10               | 6,5               |
| Середній мінімум, °C          | −16               | −12               | −4                | 3                 | 8                 | 14                | 16                | 14                | 9                 | 3                 | −6                | −14               | 1,3               |
| Норма опадів, мм              | 1.46              | 6.59              | 11.75             | 30.56             | 52.86             | 90.60             | 163.32            | 112.38            | 83.19             | 44.59             | 16.79             | 1.93              | 616               |
| Днів з дощем                  | 2                 | 1                 | 1                 | 2                 | 3                 | 5                 | 8                 | 6                 | 5                 | 3                 | 2                 | 1                 | 39                |
| Вологість повітря, %          | 59                | 54                | 41                | 35                | 32                | 41                | 52                | 53                | 52                | 49                | 56                | 59                | 48.6              |
| ----------------------------- | ----------------- | ----------------- | ----------------- | ----------------- | ----------------- | ----------------- | ----------------- | ----------------- | ----------------- | ----------------- | ----------------- | ----------------- | ----------------- |
| Джерело: World Weather Online |                   |                   |                   |                   |                   |                   |                   |                   |                   |                   |                   |                   |                   |